# Поддубское озеро
Поддубское озеро — расположено в Лужском районе Ленинградской области, в 17 км северо-восточнее города Луга. Водоём имеет длину порядка 3,6 км, а ширину до 470 м.
Площадь поверхности — 1,2 км². Площадь водосборного бассейна — 216 км².
Наибольшая глубина озера достигает около 9 метров. 

## История названия
В Писцовой книге 1500 года озеро называлось Верхутным, якобы по располагавшемуся здесь сельцу Верхутино. Современное название Поддубское связана с названием села Поддубье, которое стоит на восточном берегу.

## Физико-географическая характеристика
В озеро впадает река Чёрная, а вытекает Троицкая протока, связывающая его с соседним Мерёвским озером, которое через протоку Переволока впадает в реку Луга.
На озере расположены три небольших острова. Юго-западный берег круто спускается к воде. Здесь расположены песчаные пляжи. Восточный берег более пологий и безлесый.
В озере обитают: щука, окунь, лещ, плотва, язь, уклейка, сом, судак.

## Хозяйственное освоение
До революции на берегах озера располагались усадьбы лужских помещиков. На северо-западном берегу — усадьба, принадлежавшая генерал-майору Семену Степановичу Неелову (1714-1781), мужу Анны Абрамовны Ганнибал (1741-1810). В советское время здесь находились дома отдыха.
Сегодня на берегу озера стоят сёла Поддубье, Заплотье и Коленцево. Озеро используется в рекреационных целях, развита любительская рыбная ловля.